# Cordia stenostachya
Cordia stenostachya là loài thực vật có hoa trong họ Mồ hôi. Loài này được Killip ex Gaviria mô tả khoa học đầu tiên năm 1987.